# Nicèfor d'Alexandria
Nicèfor d'Alexandria va ser patriarca Ortodox d'Alexandria de l'any 1639 al 1645.
Durant el seu patriarcat, van empitjorar les relacions amb les jerarquies de l'Església del Sinaí, perquè oficiaven cerimònies a les dependències que aquella església tenia al Caire sense autorització del patriarca d'Alexandria. Mentre Nicèfor era a Moldàvia, van obtenir el permís del patriarca de Constantinoble Parteni I per actuar a El Caire, però més tard Parteni es va veure obligat a retractar-se per les protestes de Nicèfor i la intervenció del governador de Moldàvia, Basili. Va morir sobtadament l'abril de 1645.